# Danmarks futsallandshold
Danmarks futsallandshold er et hold under Dansk Boldspil-Union (DBU), udvalgt blandt alle danske fodboldspillere til at repræsentere Danmark i internationale fodboldturneringer arrangeret af FIFA og UEFA samt i venskabskampe mod andre nationale fodboldforbunds udvalgte hold.
Det trænes i øjeblikket af Nikolaj Klein Saabye og hans assistent  Adolfo Rodriquez.